# Fendeille
Fendeille település Franciaországban, Aude megyében. Lakosainak száma 613 fő (2022. január 1.). Fendeille Castelnaudary, Fonters-du-Razès, Mireval-Lauragais és Villeneuve-la-Comptal községekkel határos.

## Népesség
A település népessége az elmúlt években az alábbi módon változott:
| Lakosok száma | 227  | 289  | 356  | 541  | 583  | 563  | 532  | 526  | 523  | 613  |
|               | 1968 | 1982 | 1990 | 2006 | 2013 | 2015 | 2017 | 2019 | 2020 | 2022 |